# Pic del Cap d'Estany Roi
|  | No s'ha de confondre amb Pic de les Capceres d'Estany Roi. |

El Pic del Cap d'Estany Roi és una muntanya que es troba en el límit dels termes municipals de la Vall de Boí i de Vilaller, a l'Alta Ribagorça; és al límit del Parc Nacional d'Aigüestortes i Estany de Sant Maurici i la seva zona perifèrica. El pic, de 2.827,3 metres, es troba en el punt d'intersecció de la Cresta dels Gémena, que des del sud-sud-est divideix els dos sectors de l'oriental Vall de Llubriqueto, amb la qual de sud-sud-oest a nord-nord-est separa aquesta vall de l'occidental Vall de Barravés. És al sud del Pic de Baserca i al nord-est del Pic de les Capceres d'Estany Roi.

## Rutes

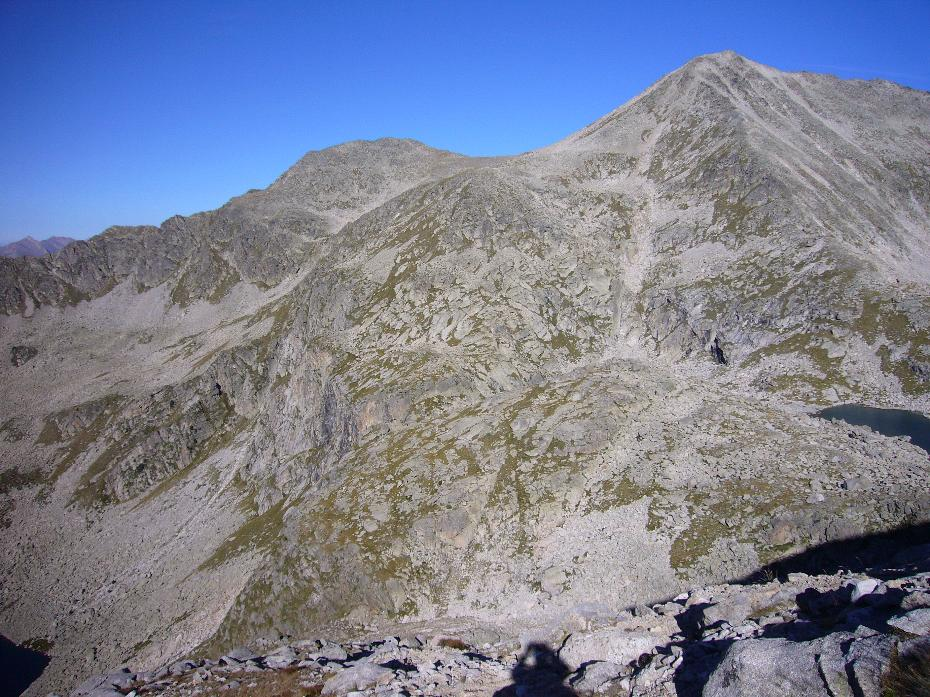
A la muntanya de l'esquerra: el Pic del Cap d'Estany Roi (a l'extrem esquerre) i el Pic de Baserca (la més alta de les elevacions). Enmig, el Coll Arenós (Imatge amb anotacions)

- Vall de Llubriqueto: via Barranc de Llubriqueto, Pla de la Cabana i Estany de Gémena de Baix. Es presenten en aquest últim punt dues alternatives:[2]
  - Estany Gémena de Dalt, Coll Arenós i Pic de Baserca.
  - Pic de l'Estany Gémena i Cresta dels Gémena.
- Vall de Besiberri: via Barranc de Besiberri, Estany de Besiberri, Coll Arenós i Pic de Baserca.